# Parc-d'Anxtot
Parc-d'Anxtot é uma comuna francesa na região administrativa da Normandia, no departamento de Sena Marítimo. Estende-se por uma área de 5,79 km². Em 2010 a comuna tinha 574 habitantes (densidade: 99,1 hab./km²).